# Dallas Singer
Pour les articles homonymes, voir Singer.
Dallas Singer est un bodyboardeur australien originaire de Newcastle. Il participe à l'IBA World Tour 2011.